# Давыдковская улица
Давы́дковская у́лица (до 2 августа 1966 года — проекти́руемый прое́зд № 1449, проекти́руемый прое́зд № 1458) — улица в Западном административном округе города Москвы на территории района Фили-Давыдково.

## История
Улица получила современное название по бывшему подмосковному селению Давыдково (в середине XIV века вместе с селом Волынским составляло владение боярина Дмитрия Боброка Волынского, воеводы Дмитрия Донского, в 1623 году упоминалось как деревня Давыдкова; название произошло от имени Давыдка — уменьшительного от имени Давыд, разговорной формы имени Давид), вошедшему в состав Москвы в 1960 году. До 2 августа 1966 года назвалась проекти́руемый прое́зд № 1449, проекти́руемый прое́зд № 1458.

## Расположение
Давыдковская улица проходит от Староможайского шоссе на юг, с запада к улице примыкает Славянский бульвар, улица проходит далее, поворачивает на юго-запад (продолжением трассы улицы на юг является Нежинская улица) параллельно реки Сетуни до Кременчугской улицы, за которой продолжается как улица Артамонова. Нумерация домов начинается от Староможайского шоссе.

## Примечательные здания и сооружения
По нечётной стороне:

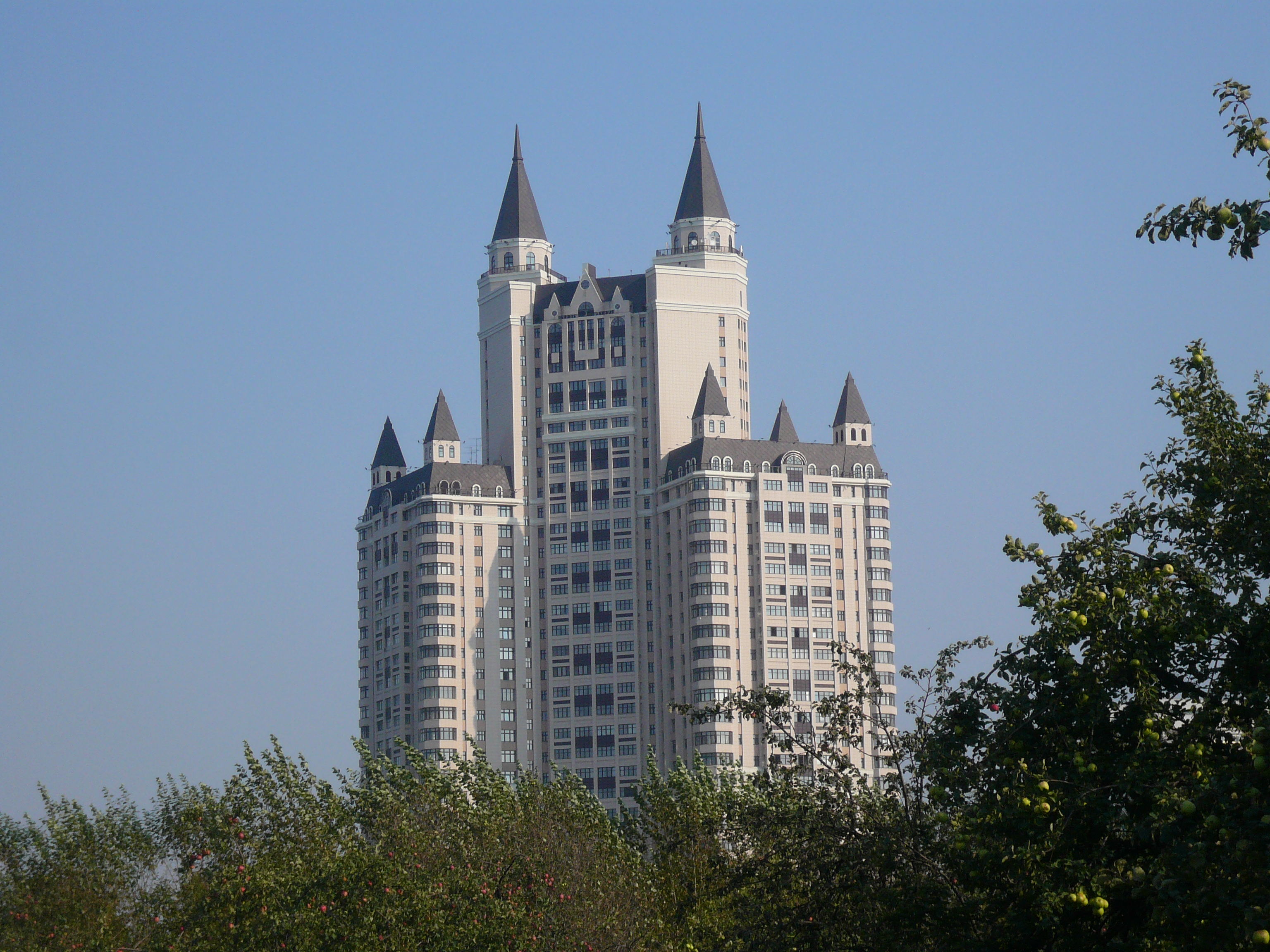
жилой комплекс Эдельвейс

- д. 1 — Школа № 1699 Управления делами Президента Российской Федерации;
- д. 3 — жилой комплекс «Эдельвейс»;
- д. 5 — в прошлом — издательство «Малыш»;
- д. 7 — Центральный региональный центр по делам гражданской обороны, чрезвычайным ситуациям и ликвидации последствий стихийных бедствий, Всероссийский научно-исследовательский институт по проблемам гражданской обороны и чрезвычайных ситуаций, Государственная экспертиза Министерства Российской Федерации по делам гражданской обороны, чрезвычайным ситуациям и ликвидации последствий стихийных бедствий.

По чётной стороне:
- д. 2, к. 3 — детский сад № 1148;
- д. 2, к. 6 — школа № 1248;
- д. 8, к. 2 — детский сад № 669;
- д. 12 — Храм Смоленской иконы Божией Матери в Фили-Давыдково
- д. 12, к. 6 — детский сад № 1933;
- д. 14, к. 1 — школа № 99;
- д. 16 — жилой комплекс «Дом на Давыдковской»;
- д. 18 — жилой комплекс «Форт Кутузов».

## Транспорт

### Автобус
- 77 — от Славянского бульвара до Кременчугской улицы.
- 104 — от Староможайского шоссе до Славянского бульвара и обратно.
- 107 — от Староможайского шоссе до Нежинской улицы.
- 641 — от Славянского бульвара до Кременчугской улицы и обратно.
- 641к — от Славянского бульвара до Кременчугской улицы и обратно.
- 732 — от Кременчугской улицы до Славянского бульвара.

### Метро
- Станция метро «Славянский бульвар» Арбатско-Покровской линии — севернее улицы, между Кутузовским проспектом, улицей Герасима Курина и Рублёвским шоссе.

### Железнодорожный транспорт
- Станция Кунцево 1 Смоленского направления Московской железной дороги — северо-западнее улицы, между Рублёвским шоссе, улицей Ивана Франко и улицей Алексея Свиридова.